# Rhopalophthalmus macropsis
Rhopalophthalmus macropsis är en kräftdjursart som beskrevs av Pillai 1964. Rhopalophthalmus macropsis ingår i släktet Rhopalophthalmus och familjen Mysidae. Inga underarter finns listade i Catalogue of Life.